# Hyperthermus
Genre
Espèces de rang inférieur
- Hyperthermus butylicus Zillig et al. 1991

Hyperthermus est un genre d'archées de la famille des Pyrodictiaceae.